# Tiin
Tiin (estilizado como TiiN) fue un canal de televisión por suscripción de origen mexicano, propiedad de Televisa Networks que emitió programas, series y telenovelas de corte infantil y juvenil. En esta señal se transmitieron series y producciones independientes y originales de Televisa, además de producciones extranjeras emitidas en versión doblada y subtitulada al español. El canal empezó sus transmisiones el 5 de septiembre de 2011 reemplazando al antiguo canal American Network. Debido a la crisis por la que atraviesa Televisa Networks en la mayoría de sus canales la señal de Tiin comienza a transmitir únicamente 2 novelas al aire los 7 días de la semana y programas repetidos hasta que finalmente decidió dar fin a sus transmisiones el 14 de julio de 2019, siendo reemplazado por BitMe.

## Historia
El proyecto surgió en marzo de 2011, para la transmisión, producción y comercialización de series en toda Hispanoamérica, tras el bajo índice de audiencia de su antecesor American Network. El canal transmitió series y telenovelas para niños y adolescentes. La programación constaba de telenovelas infantiles y juveniles de Televisa del periodo 1982-1996, series animadas como El Chavo animado, shows como Pequeños Gigantes, y programas originales del canal como Chistiin o Q-Riosos. En 2014, empezó a emitir más series animadas, como Jackie Chan y Max Steel, y redujo a  dos las trasmisiones de telenovelas. En noviembre del mismo año trasmitió su primer anime, Crayon Shin-chan, reemplazando a The Haunting Hour. Tras ocho años al aire, el canal cierra sus transmisiones el 14 de julio de 2019, para ser reemplazado completamente por BitMe. Su último programa emitido fue el último capítulo de la telenovela Atrévete a soñar.